# Teodoro il Siceota
Teodoro il Siceota (Sykeon, 530 – Sykeon, 22 aprile 613) è stato un vescovo e santo bizantino, vescovo di Anastasiopoli, nella Galazia.

## Biografia
L'agiografia di Teodoro fu scritta dal suo discepolo Eleusio, soprannominato Giorgio.

### Origini
Nacque sotto l'impero di Giustiniano da una donna di cattiva vita, la quale si convertì sinceramente, battezzò il figlio e l'allevò nel santo timor di Dio. Suo padre Cosma fu un ufficiale dell'imperatore Giustiniano che passò da Sicea per portarsi al governo di una Provincia.
Alla nascita fu oggetto della speciale protezione di San Giorgio, del cui culto fu propagatore durante tutta la vita.

### L'infanzia
Sin da ragazzo mostrò particolare interesse per le cose sante; ebbe un profondo spirito di orazione e di mortificazione, lasciando inascoltati i consigli di quanti gli chiedevano una moderazione.
A tredici anni scavò con le sue mani una grotta sotto la chiesa dedicata a San Giorgio dove si rifugiò per due anni; quindi si trasferì in una caverna di un monte vicino dove stette un altro anno.
Passava lunghi periodi in solitudine, dal Tempo di Natale alla Domenica delle Palme. A causa della sua condotta di vita così austera e fatta solo di preghiera e di digiuno (si nutriva soltanto il sabato e la domenica, e con soli frutti ed erbe), si ammalò e, poiché versava in un cattivissimo stato di salute, fu trasportato a casa del vescovo di Anastasiopoli, chiamato Teodosio. Il vescovo gli fece curare le piaghe e poiché rimase profondamente ammirato dalla sua santità, gli conferì in soli cinque giorni gli Ordini sacri, al di là di ogni regola canonica. Non aveva ancora diciotto anni.

### Il monachesimo

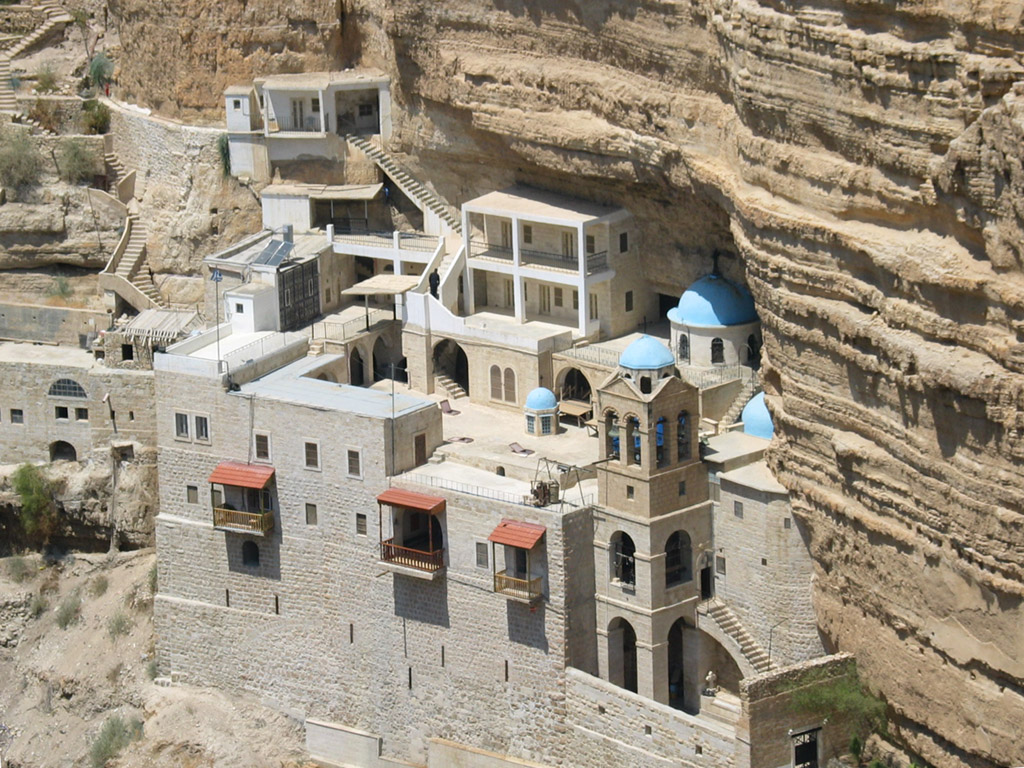
Il monastero ortodosso di San Giorgio a Koziba

Dopo un pellegrinaggio che fece a Gerusalemme, sulle orme di Gesù di Nazaret, percorse la Palestina e giunse presso Koziba (o Cozeba, un luogo di eremiti posto lungo la strada tra Gerusalemme e Gerico) dove visse da anacoreta e si edificò ulteriormente nel suo percorso ascetico con una vita da penitente.
L'abate del monastero di Koziba lo rivestì dell'abito religioso.
Rientrato a Sicea, costruì un monastero presso la chiesa di San Giorgio per accogliervi i discepoli che chiesero di seguirlo.
Ben presto la sua fama di taumaturgo e di profeta si diffuse nelle più remote Provincie dell'Oriente a tal punto che giunsero a lui personaggi importanti per preghiere e consigli di vario genere.
Giunse anche Maurizio comandante delle armate imperiali, il quale gli recò visita in seguito alla vittoria che ottenne nel 582 contro i Persiani. Teodoro gli predisse che sarebbe asceso al trono imperiale.

### L'episcopato
Morto il vescovo di Anastasiopoli, il clero e il popolo di quella Chiesa si recarono dal vescovo metropolita di Ancira, Paolo († prima del 582 - dopo il 595) e chiesero che l'abate Teodoro fosse elevato a successore degli apostoli.
Il metropolita Paolo, secondo la tradizione apostolica, gli impose le mani e lo consacrò vescovo di Anastasiopoli e gli affidò la guida della comunità cristiana.
All'inizio si dedicò con sollecitudine ai doveri di vescovo, in seguito sentì sempre più forte il desiderio della vita solitaria. Per discernere la volontà di Dio, si recò nuovamente in pellegrinaggio a Gerusalemme e sulla via del ritorno consultò un anacoreta di nome Antioco che gli confermò che quella ripugnanza era la prova che Dio non lo voleva in quella carica. Teodoro chiese allora al metropolita Paolo di nominare un successore, ma questi si rifiutò. Stando così i fatti si rivolse a Ciriaco patriarca di Costantinopoli e all'imperatore. Fu esonerato dalla carica ma conservò le insegne dell'episcopato. Così si congedò dai suoi fedeli:
(Eleusio,  Vita di Teodoro Siceota.)
Felice per la sua scelta, ritornò nel suo monastero e da qui raramente uscì se non quando, su richiesta dell'imperatore, si recò a Costantinopoli per guarire dalla lebbra uno dei suoi figli.

### Vecchiaia e morte
Fu di grande esempio ai suoi discepoli sia nello zelo della pratica ascetica che nello studio delle sacre scritture. Molti furono i miracoli da lui compiuti, che gli valsero l'appellativo di taumaturgo. Morì nel monastero di Sicea il 22 aprile del 613, vigilia di San Giorgio martire, del quale fu devoto durante tutta la vita. Il suo nome venne inserito sia nel menologio di Basilio che nel martirologio romano nel giorno del 22 aprile.